# Giuseppe Bertello
Giuseppe Bertello (Foglizzo, 1 de outubro de 1942) é um diplomata e cardeal italiano, presidente emérito da Pontifícia Comissão para o Estado da Cidade do Vaticano e presidente emérito do Governo da Cidade do Vaticano.

## Biografia
Obteve sua licenciatura em teologia pastoral e seu doutorado em direito canônico. Cursou diplomacia na Pontifícia Academia Eclesiástica, em Roma.
Foi ordenado em 29 de junho de 1966, por Albino Mensa, bispo de Ivrea. Entrou no serviço diplomático da Santa Sé em 1 de fevereiro de 1971. Ele trabalhou nas representações pontifícias diplomáticas no Sudão, Turquia, Venezuela e no Escritório da Organização das Nações Unidas em Genebra. Chefiou a delegação de observadores da Santa Sé à Conferência dos Ministérios das Relações Exteriores do Movimento dos Países Não-Alinhados, em Pyongyang, Coreia do Norte.
Eleito arcebispo-titular de Urbisaglia e nomeado pró-núncio em Gana, Togo e Benim em 17 de outubro de 1987, foi consagrado em 28 de novembro, na igreja paroquial de Foglizzo, pelo cardeal Agostino Casaroli, secretário de Estado, assistido por Albino Mensa, arcebispo de Vercelli, e por Luigi Bettazzi, bispo de Ivrea. Nomeado núncio em Ruanda em 12 de janeiro de 1991. Em março de 1995, foi nomeado Observador permanente do Gabinete das Nações Unidas e Instituições Especializadas em Genebra, onde ele negociou a entrada da Santa Sé como Observador Permanente, na Organização Mundial do Comércio, tornando-se seu primeiro representante.
Em 2000, ele orientou a representação do Vaticano para a Décima Conferência das Nações Unidas sobre Comércio e Desenvolvimento (Unctad X), em Bangcoc, Tailândia. Em 27 de dezembro de 2000, foi nomeado núncio apostólico no México. Em 11 de janeiro de 2007, foi nomeado núncio apostólico na Itália e na República de San Marino. Em 10 de abril de 2008, foi nomeado cavaleiro da Grã-Cruz da Ordem de Mérito da República Italiana. Em 3 de setembro de 2011, foi nomeado presidente da Pontifícia Comissão para a Cidade do Vaticano e do Governadoria do Estado da Cidade do Vaticano. Ele assumiu os ofícios em 1 de outubro de 2011.
No dia 6 de janeiro de 2012 o Papa Bento XVI anunciou a sua elevação a Cardeal. No Primeiro Consistório Ordinário Público de 2012, realizado no dia 18 de fevereiro recebeu o barrete cardinalício e o título de cardeal-diácono de Santos Vito, Modesto e Crescência.
Em 4 de março de 2022, durante Consistório para canonizações, realizou o optatio e passou para a ordem dos cardeais-presbíteros, mantendo sua diaconia pro hac vice.